# كريس دونليفي
كريس دونليفي (بالإنجليزية: Chris Dunleavy)‏ هو لاعب كرة قدم بريطاني في مركزي الدفاع وقلب الدفاع، ولد في 30 ديسمبر 1949 في ليفربول في المملكة المتحدة. لعب مع نادي إيفرتون ونادي تشستر سيتي ونادي ساوثبورت ونادي هاليفاكس تاون ووولونغونغ وولفز.